# Weltmeisterschaften im Modernen Fünfkampf 1963
1963 fanden die Weltmeisterschaften im Modernen Fünfkampf in Magglingen in der Schweiz statt.

## Herren

### Einzel
| Platz | Land        | Sportler      |
| ----- | ----------- | ------------- |
| 1     | Ungarn      | András Balczó |
| 2     | Ungarn      | Ferenc Török  |
| 3     | Sowjetunion | Igor Nowikow  |

### Mannschaft
| Platz | Land               | Sportler                                   |
| ----- | ------------------ | ------------------------------------------ |
| 1     | Ungarn             | András Balczó Ferenc Török István Móna     |
| 2     | Sowjetunion        | Wiktor Minejew Igor Nowikow Albert Mokejew |
| 3     | Vereinigte Staaten | Robert Miller James Moore Paul Pesthy      |

## Medaillenspiegel
| Platz | Land               | Goldmedaille | Silbermedaille | Bronzemedaille |
| 1     | Ungarn             | 2            | 1              | –              |
| 2     | Sowjetunion        | –            | 1              | 1              |
| 3     | Vereinigte Staaten | –            | –              | 1              |